# Love Generation (Band)
Love Generation war ein 1969 in München gegründetes deutsches Gesangsensemble. Es bestand bis 1978.

## Geschichte
Die Gruppe wurde von Gregor Cornely (bürgerlich Gregor Wilczek), Gitta Walther (später dann Gitta MacKay), der Dänin Birgit Laury und Linda Uebelherr (später Linda G. Thompson) gegründet. Alle waren zuvor Mitglieder der von Gregor Wilczéks Vater Frank Cornély-Wilczek (besser bekannt unter Frank Cornely) 1964 gegründeten Gesangsformation Cornely Singers. Frank Cornely arbeitete für Love Generation als Produzent, Komponist und Texter.
Kurz nach der Gründung erschien bei United Artists Records die Single Rosarot Himmelblau. Noch im ersten Jahr stieß Joe Kienemann hinzu. 1970 erschien das selbstbenannte Debütalbum mit einer Reihe deutscher Pop-Coversongs. 1971 verließen Joe Kienemann und Linda Uebelherr die Band. Uebelherr schloss sich den Les Humphries Singers an. Hinzu kamen bei Love Generation der Schotte Don Adams und Christina Harrison (heute Christina Voormann), die 1969 unter dem Namen Christina May bekannt wurde und zu jener Zeit bereits mit dem Musiker Martin Harrison verheiratet war. Don Adams heiratete Gitta Walther, die seinen bürgerlichen Nachnamen MacKay annahm. Zum Jahreswechsel 1971/1972 war die Band in der Silvestersendung der ZDF-Show Von uns für Sie zu sehen. Bereits am 11. Dezember davor traten sie erstmals in der ZDF-Reihe disco auf, in der sie bis 1976 insgesamt viermal zu sehen waren.
1972 erschien mit Here we are das erste Album in englischer Sprache. Die Titel Picture Perfect In My Mind und Something To Believe In erschienen ein Jahr später als Singleauskopplung. 1973 erschien das dritte Album. Bekannt aus der Fernsehwerbung wurde im gleichen Jahr der für den Kaugummihersteller Wrigley gesungene Werbesong „Nimm die große echte Frische“. Nachdem Ende 1973 Gregor Cornely die Formation verließ, ersetzte ihn 1974 der Niederländer Jerry Rix. Gregor Cornely sprang 1975 nochmals kurz ein. 1974 erschien das Album Lovely, auf dem auch die Titel der 1973 veröffentlichten Single Goin' Downtown zu hören sind. Don Adams verließ 1974 das Ensemble. Adams schloss sich ebenfalls den Les Humphries Singers an. Für Adams kam Peter Hedrich hinzu, besser bekannt unter seinem späteren Künstlernamen Peter Kent. Timothy Touchton nahm 1975 dann den ursprünglichen Platz Gregory Cornelys ein und für Harrison kam Lucy Neale hinzu, die 1974 unter dem Pseudonym Lucy O'Day eine Solo-Single veröffentlicht hatte.
1975 nahm Love Generation mit dem Song Hör’ wieder Radio an der deutschen Vorentscheidung zum  Eurovision Song Contest teil und teilte sich zusammen mit Mary Roos den dritten Platz. Hier hatte Christina Harrison ihren letzten Auftritt mit der Gruppe. Sie versuchte zunächst eine Solokarriere, z. B. mit einer deutschen Version des Welthits "S.O.S." von ABBA, die sie auch in der ZDF-Hitparade präsentieren durfte. "Hör´ wieder Radio" wurde auch auf Album Sing, Sing, Sing! veröffentlicht, dessen Tracks alle in deutscher Sprache gesungen sind. Auch 1976 nahm die Formation bei den deutschen Vorentscheidung zum  Eurovision Song Contest teil und erreichte mit dem Song über den Erfinder Thomas Alva Edison den fünften Platz. Dieser Titel erschien als A-Seite einer Single und erreichte die Top 50 der deutschen Airplaycharts. Das letzte Album Our Kind Of Music von 1976 ist wieder englischsprachig. Nachdem Timothy Touchton dann 1977 ebenfalls die Band verlassen hatte, veröffentlichte Love Generation 1978 noch eine Single als Quartett.
1981 hatten Uebelherr, Harrison, Neale und Walther als "The Hornettes" beachtlichen Erfolg mit dem Titel "Mannequin" aus der Feder von Ralph Siegel und Bernd Meinunger. Sie belegten bei der deutschen Vorentscheidung zum Grand Prix Eurovision Platz zwei hinter Lena Valaitis. Danach hatten sie zahlreiche Live- und Fernsehauftritte und begleiteten als Chorsängerinnen u. a. Udo Jürgens. Ihr Grand Prix-Titel stand zudem in den Top 50 der Media Control Charts.

## Diskografie
Mehrere Titel der Band wurden auch als Samplerbeiträge veröffentlicht.
Alben
- 1970: Love Generation (United Artists Records)
- 1972: Here we are (United Artists Records)
- 1973: Vibrations (United Artists Records)
- 1974: Lovely (United Artists Records)
- 1975: Sing, Sing, Sing! (United Artists Records)
- 1976: Our Kind Of Music (United Artists Records)

Singles
- 1969: Rosarot, himmelblau / Leb' dein Leben (United Artist Records)
- 1971: Love for everybody / Love is everywhere (United Artist Records / Mega Records (1972))
- 1972: Israel / Think it over (United Artist Records)
- 1972: Picture perfect in my Mind / Keep the Circle turning (United Artists Records)
- 1972: Something to believe in / I'll be there (When the Birds stop singing) (United Artists Records)
- 1973: Morning of my Life / Good Vibrations coming (United Artists Records)
- 1973: Wrigley Hit '73 („Nimm die große echte Frische“)
- 1973: Goin' downtown / It's too late to return (United Artists Records)
- 1974: Komm' in die Stadt / Ein Platz ist noch frei (United Artists Records)
- 1974: Bye bye Baby goodbye / Johnny und Louise (United Artists Records)
- 1975: Hör' wieder Radio / Sag good-bye (United Artists Records)
- 1975: Ja, wir verreisen / Sag' doch ich liebe dich (United Artists Records)
- 1975: Was wären Blumen / Sie kommt noch heut (United Artists Records)
- 1976: Thomas Alva Edison (United Artists Records)
- 1976: Beach Party / Brooklyn Boy (United Artists Records)
- 1976: San Francisco '69 / Sweet Dreams of Sausalito (United Artists Records)
- 1977: There was a Time / Love is a many splendored Thing (United Artists Records)
- 1978: Change your Mind / Change it (United Artists Records)

## Auszeichnungen
- 1973: Goldene Europa als beste neue deutsche Gesangsband